# شمعون هالكين
شمعون هالكين (بالعبرية: שמעון הלקין) (30 أكتوبر 1899 - 1987) شاعر وروائي ومترجم إسرائيلي.
حصل على جائزة إسرائيل في الأدب في عام 1975. 

## حياته
ولد في دوفسك بالقرب من روغاشيف (وهي حاليا في بيلاروسيا) وكانت حينها جزءا من الإمبراطورية الروسية في عام 1899. وهاجر مع عائلته إلى مدينة نيويورك عام 1914.  وعاش ودرس في الولايات المتحدة من عام 1914 إلى عام 1932. ودرس في كلية الاتحاد العبري وجامعة كولومبيا . وقام بتدريس الأدب واللغة العبريين في الولايات المتحدة.
وفي عام 1932 هاجر هالكين إلى فلسطين تحت الانتداب البريطاني.  وعمل مدرسًا للغة الإنجليزية في تل أبيب من عام 1932 إلى عام 1939 ، لكنه عاد بعد ذلك إلى أمريكا ، ليصبح أستاذًا في الأدب العبري في المعهد اليهودي للأديان في نيويورك. واستقر نهائيا في إسرائيل في عام 1949 ، عندما خلف يوسف كلاوسنر في منصب أستاذ الأدب العبري الحديث وأصبح رئيس القسم في الجامعة العبرية في القدس . 
وبعد تقاعده من الجامعة العبرية ، عمل أستاذاً للدراسات اليهودية في المدرسة اللاهوتية اليهودية في أمريكا . وقام بترجمة ويليام شكسبير ، والت ويتمان ، وبيرسي بيش شيلي ، وكتاب آخرين من الإنجليزية إلى العبرية.
وكتب ست مجموعات شعرية ، وروايتان ، وعدة قصص قصيرة ، والكثير من القطع النقدية الأدبية. وأشهر كتبه الشعرية هو كتابه "على الجزيرة" (1946).
وتوفي هالكين عام 1987 في القدس بإسرائيل.

## جوائز
- في عام 1967 ، جائزة بياليك للأدب . [8]
- في عام 1970 ، جائزة ياكير يروشاليم (المواطن الفخري للقدس). [9]
- في عام 1975 حصل على جائزة إسرائيل في الأدب. [4]